# Josef Ressel
Josef Ludwig Franz Ressel (in ceco Josef Ludvík František Ressel; Chrudim, 29 giugno 1793 – Lubiana, 10 ottobre 1857) è stato un inventore e guardaboschi austriaco.
Legò il proprio nome al perfezionamento dell'elica navale, che a quei tempi era ancora chiamata "vite" in quanto molto simile, come funzionamento, alla vite di Archimede.

## Biografia

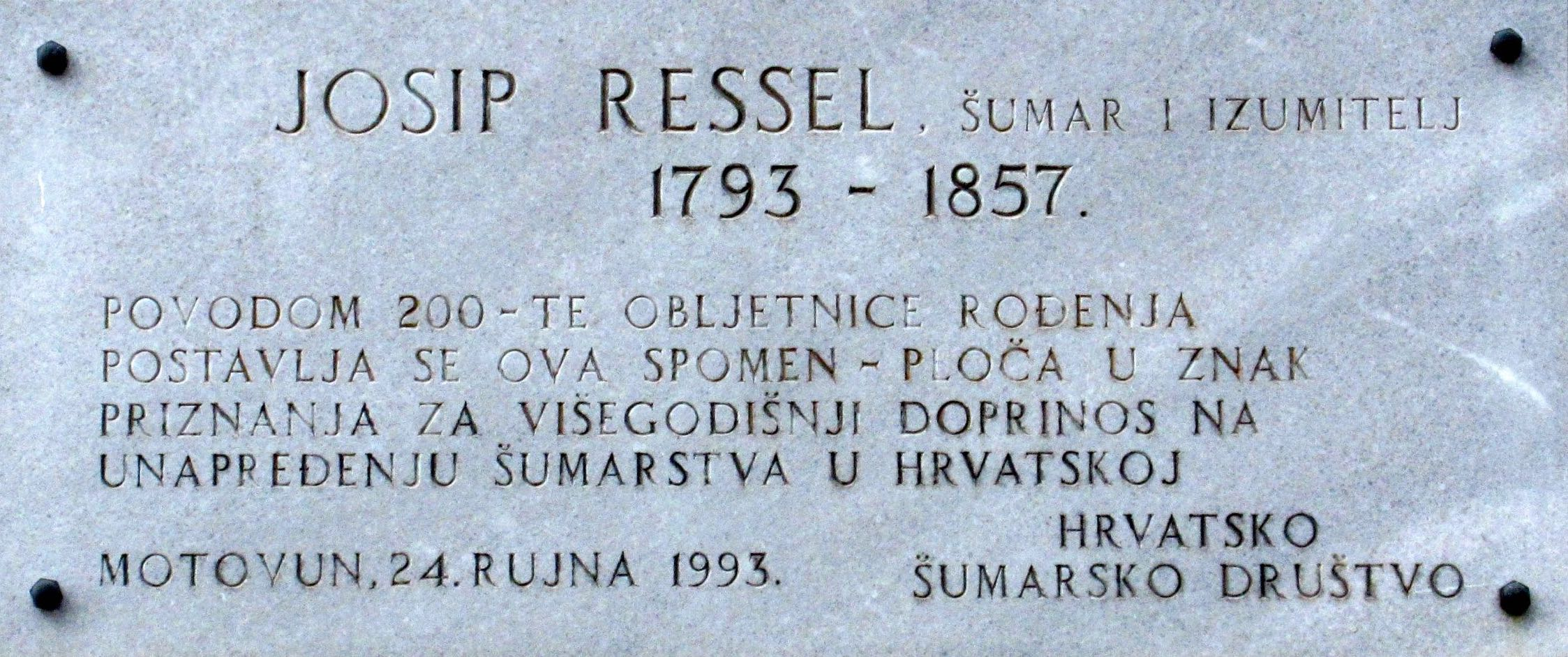
Targa commemorativa di Josef Ressel a Montona

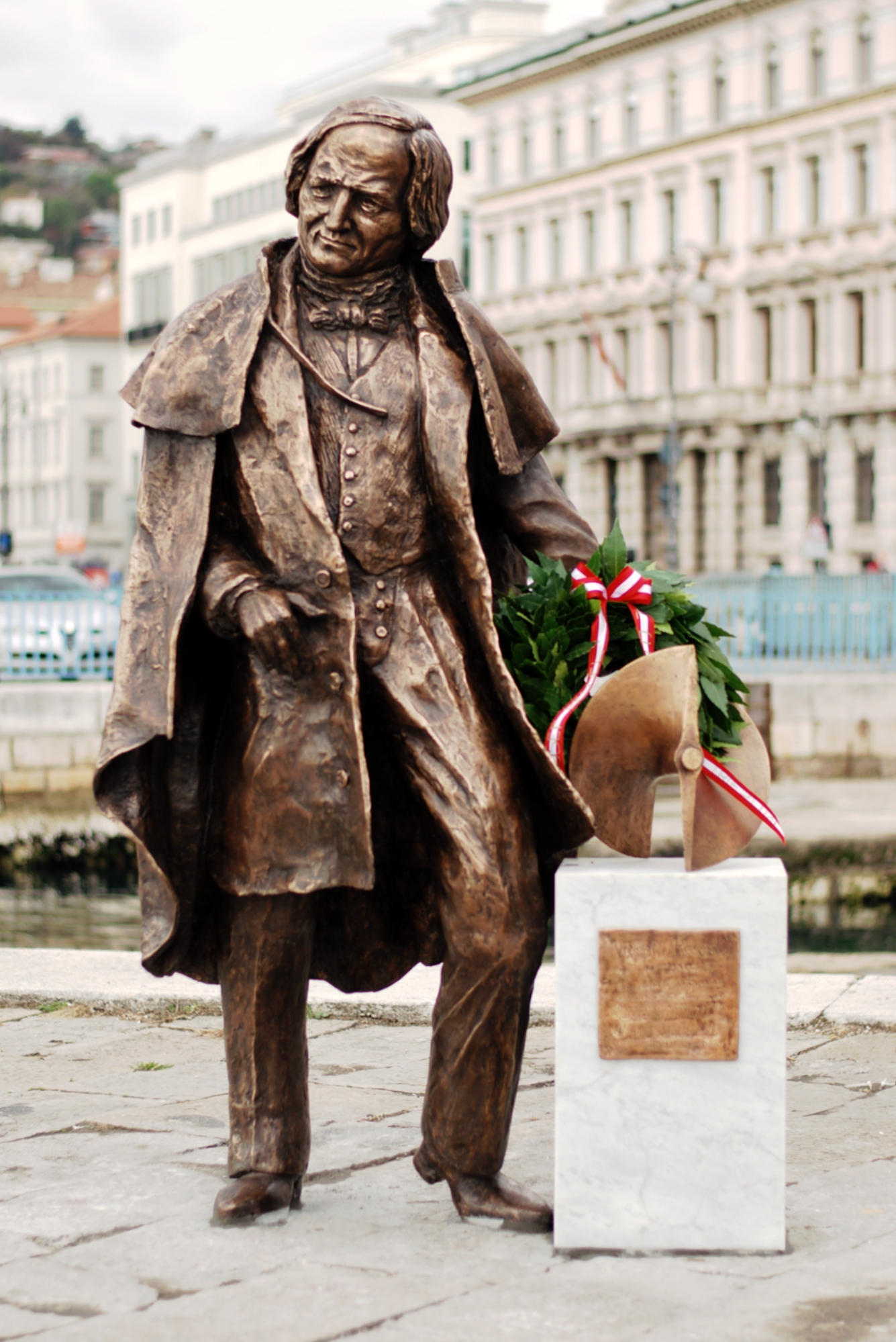
Statua di Josef Ressel sul lungomare di Trieste

Nacque a Chrudim (Boemia) da padre tedesco e madre ceca. Studiò al liceo a Linz e successivamente alla scuola di artiglieria di Budweis. Nel 1812 venne ammesso all'Università di Vienna. Studiò medicina, meccanica, fisica e chimica. Nel 1814 (anno delle guerre napoleoniche) tornò a casa su desiderio dei genitori. Ressel nel 1820 si trasferì nel sud dell'Impero austriaco e visse tra Trieste e Montona (Istria) dove trovò anche moglie.
Il suo programma di rimboschimento nelle terre meridionali dell'Impero salvò il patrimonio forestale delle Alpi orientali. Da sempre appassionato di mare e barche, a Trieste studiò il modo di velocizzare le navi. Studiando la nave a ruote Carolina II, pensò di migliorare il trasporto navale, sostituendo le ruote a pale con la propulsione ad elica. Infatti, dopo molti esperimenti, Ressel chiese nel 1826 il brevetto austriaco per l'elica per la propulsione navale che ottenne nel 1827.
Nel settembre 1828 stipulò con il ricco imprenditore Fontana un contratto per la progettazione e la costruzione della nave Civetta per il collegamento tra Monfalcone e l'Istria. Nelle sue varie prove Ressel provò l'utilizzo dell'elica su questa nave che poco dopo la partenza, alla velocità di 6 nodi si bloccò per problemi al motore imputati invece all‘elica. Perciò la sua invenzione fu trascurata e altri tentarono di modificare l'invenzione. Ressel ricevette i riconoscimenti per l'invenzione molti anni dopo. Morì il 10 ottobre 1857 a Lubiana.
Tra gli altri suoi brevetti vanno ricordate la posta pneumatica e i cuscinetti cilindrici.
Fu anche notevole studioso di foreste e programmi di rimboschimento e per questo sul Carso triestino gli è stato di recente dedicato un sentiero naturalistico che attraversa il confine con la Slovenia. 

## Omaggi
A Ressel sono state dedicate alcune statue. Una, che in origine doveva sorgere a Trieste, si trova ora nella Karlsplatz a Vienna, una seconda, datata 1924 e opera dello scultore Ladislav Šaloun, s'erge invece nella sua città natale Chrudim. Una statua di bronzo che lo rappresenta a grandezza naturale è stata posizionata sul lungomare di Trieste nel marzo del 2022.
A Ressel è stata intitolata la piazza principale della sua città natale Chrudim. Numerose città e comuni d'Europa hanno dedicato una strada all'inventore austriaco. In Italia figurano Trieste, San Dorligo della Valle, Gorizia, Bolzano. In Austria Graz, Weiz, Oberwart, Dornbirn, Hohenems, Linz, Innsbruck, St. Pölten, Tulln an der Donau, Wöllersdorf, Wolkersdorf im Weinviertel, Sierning, Villach, Kirchdorf an der Krems, Marchtrenk, Schwanenstadt, Kindberg, Leibnitz, Velden am Wörther See, Fohnsdorf, St. Stefan ob Leoben, Salisburgo, Klagenfurt, Attnang-Puchheim, Steyr. In Germania Monaco di Baviera, Bischofswiesen, Eicklingen, Recklinghausen, Ketsch, Berlino, Flensburgo, Markgröningen, Ottobrunn. In Croazia Montona e Zagabria. In Slovenia Lubiana e Pirano. Una strada a Ressel è stata intitolata ad Anchorage, in Alaska.